# Комаровка (Желєзногорський район)
Комаровка (рос. Комаровка) — присілок в Желєзногорському районі Курської області Російської Федерації.
Населення становить 25 осіб. Входить до складу муніципального утворення Басівська сільрада.

## Історія
Населений пункт розташований на території українського етнічного та культурного краю Східна Слобожанщина.
Від 2004 року входить до складу муніципального утворення Басівська сільрада.

## Населення
| 1883 | 1905 | 1979 | 2002 | 2010 |
| ---- | ---- | ---- | ---- | ---- |
| 119  | ↗152 | ↘65  | ↘21  | ↗25  |